# Club de Golf Guadalhorce
El Club de Golf Guadalhorce es un club y campo de golf situado en el distrito de Campanillas de la ciudad de Málaga, España. Fue inaugurado en 1989 y construido sobre los terrenos del Cortijo Colmenares, antigua residencia de los marqueses de Larios levantada en el siglo XVIII. 

## Campo de golf
El campo de golf fue diseñado por el arquitecto finlandés Kosti Kuronen y consta de dos partes diferenciadas. La primera es un parkland de tipo inglés con pocas pendientes y una vegetación simple. La segunda contiene zonas acuáticas y un recorrido más dificultoso conseguido mediante movimientos de tierra para elevar los greenes.  

## Cortijo Colmenares
El edificio se encuentra protegido a nivel municipal y está considerado como un notable ejemplo de arquitectura agraria. Es de estilo ecléctico e historicista, ejemplo típico de las villas de recreo de la aristocracia, con algunas formas clásicas. Para la capilla se utilizó un lenguaje neogótico con arco apuntado. Ya aparece mencionado en documentos de 1581 y también en el Catastro de Ensenada, si bien sufrió importantes transformaciones durante el siglo XIX, atribuidas al maestro de obras Diego Clavero y Zafra, aunque otras fuentes afirman que podría haber sido encargado a algún autor anglosajón, como era común entre la alta burguesía malacitana de la época. Tiene planta en U dispuesta alrededor de un gran patio cerrado por una antigua nave de almacén independiente, a la que se suman otros pajares y almacenes para el secado de granos. El exterior está adornado con surtidores y esculturas y los restos de lo que fue un jardín romántico.